# Flochetage
Le flochetage est une technique de peinture consistant à l'application de la couleur par petites touches hachurées et non par grand aplats lisses.

## L'invention de la technique par Delacroix
Le terme de flochetage est employé pour la première fois pour désigner une technique de peinture inventée par Eugène Delacroix pour des œuvres de la fin de sa vie. Elle consiste en l'application de plusieurs couches de couleur contrastée dans le but de créer des effets de matière. Cette technique lui serait venue de sa façon de dessiner. Le flochetage permet ainsi au peintre de manier un matériau, comme le sculpteur manie l'argile ou la pierre. Techniquement, le peintre juxtapose des petites couches de tons purs généralement sous la forme de hachures, afin d'obtenir des demi-teintes.
L'ami de Delacroix, Frédéric Villot, et l'un de ses premiers critiques, la présente ainsi : « Au lieu de poser la couleur juste à sa place, brillante et pure, il entrelace les teintes, les rompt et, assimilant le pinceau à une navette, cherche à former un tissu dont les fils multicolores se croisent et s'interrompent à chaque instant. Delacroix appelait ce genre d'opération flochetage. »

## La reprise de la technique par ses successeurs
Cette technique est reprise en abondance par les néo-impressionnistes au point d'avoir été théorisée par Georges Seurat et Paul Signac sous le terme de divisionnisme.

## Le flochetage dans la peinture ancienne
Si le terme ne remonte qu'au XIXe siècle, la technique a été décelée chez certains peintres anciens. C'est le cas dans certaines œuvres du corpus attribué à Barthélemy d'Eyck, chez qui on retrouve cette même technique afin de rendre des carnations ou des textures.